# Schizoglossum heudelotianum
Schizoglossum heudelotianum là một loài thực vật có hoa trong họ La bố ma. Loài này được (Decne.) Roberty miêu tả khoa học đầu tiên năm 1953.